# ادوارد سارگسیان (نقاش)
ادوارد گئورگی سارگسیان (ارمنی: Էդուարդ Գևորգի Սարգսյան؛ زاده ۲۵ دسامبر ۱۹۰۸ - درگذشته ۲۶ نوامبر ۱۹۹۰) نقاش اهل ارمنستان بود.

## زندگی‌نامه
وی در ۲۵ دسامبر ۱۹۰۸ در گوموش‌خانه در به دنیا آمد و از آکادمی دولتی هنری و صنعتی استراگانوف مسکو (۱۹۳۴) فارغ‌التحصیل گشت. وی همچنین برنده جوایزی همچون نقاش شایسته ارمنستان شوروی (۱۹۶۱) شد. وی در ۲۶ نوامبر ۱۹۹۰ در سن ۸۱ سالگی در ایروان درگذشت.